# Herbers (Castellón)
Herbers (spanisch Herbés) ist eine Gemeinde (municipi) im Norden der Provinz Castelló in der Valencianischen Gemeinschaft in Spanien. Sie ist Teil der Comarca Els Ports und hat 69 Einwohner (Stand: 2024). 

## Geografie
Herbers liegt etwa 65 Kilometer nördlich von Castellón de la Plana in einer Höhe von ca. 785 m. 

## Bevölkerungsentwicklung
| Jahr      | 1970 | 1981 | 1991 | 2001 | 2011 | 2021 |
| Einwohner | 233  | 167  | 135  | 90   | 57   | 53   |

## Sehenswürdigkeiten
- Burganlage von Herbers
- Bartholomäuskirche
- Marienkapelle

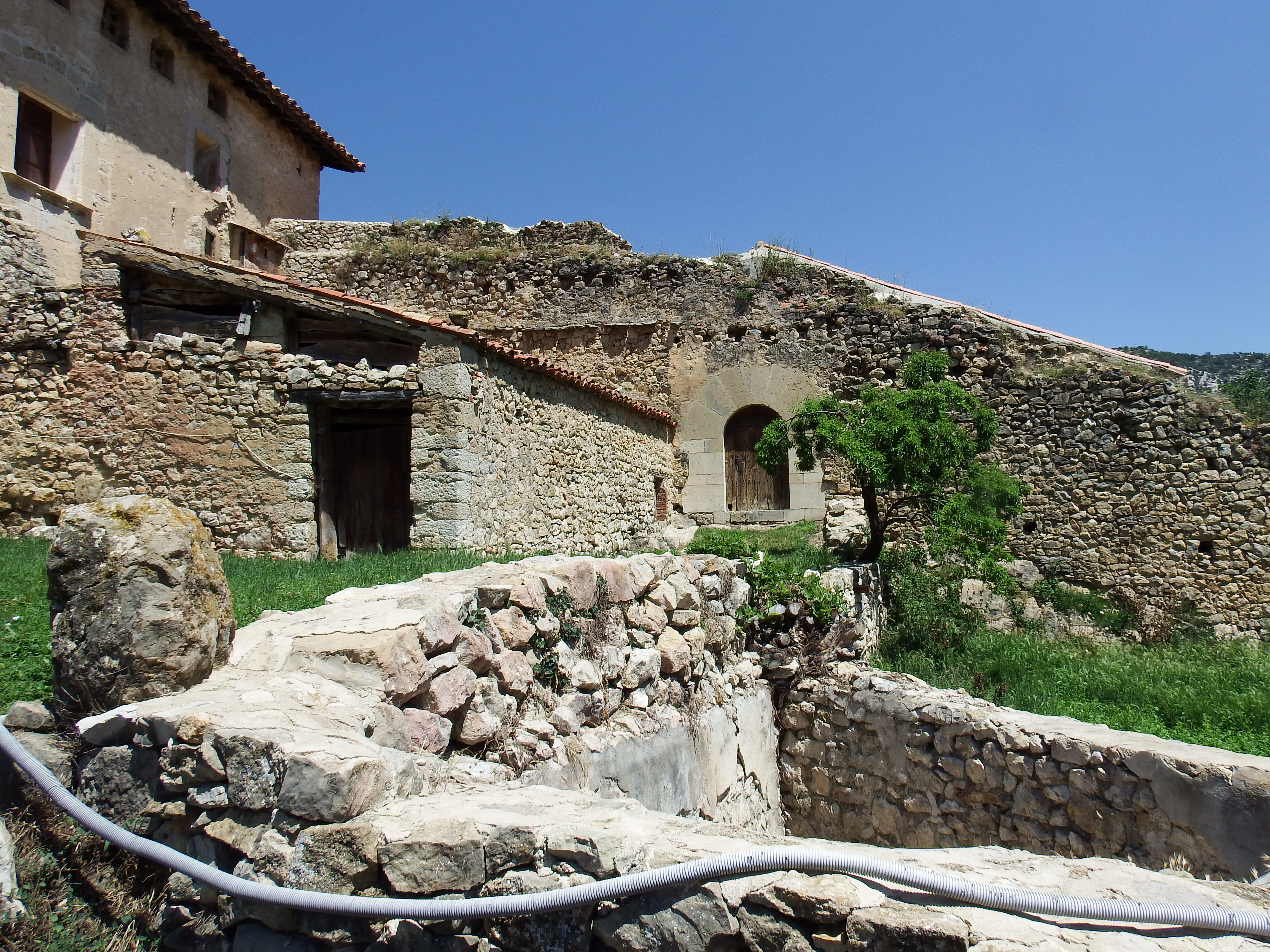
Reste der Burganlage von Herbers
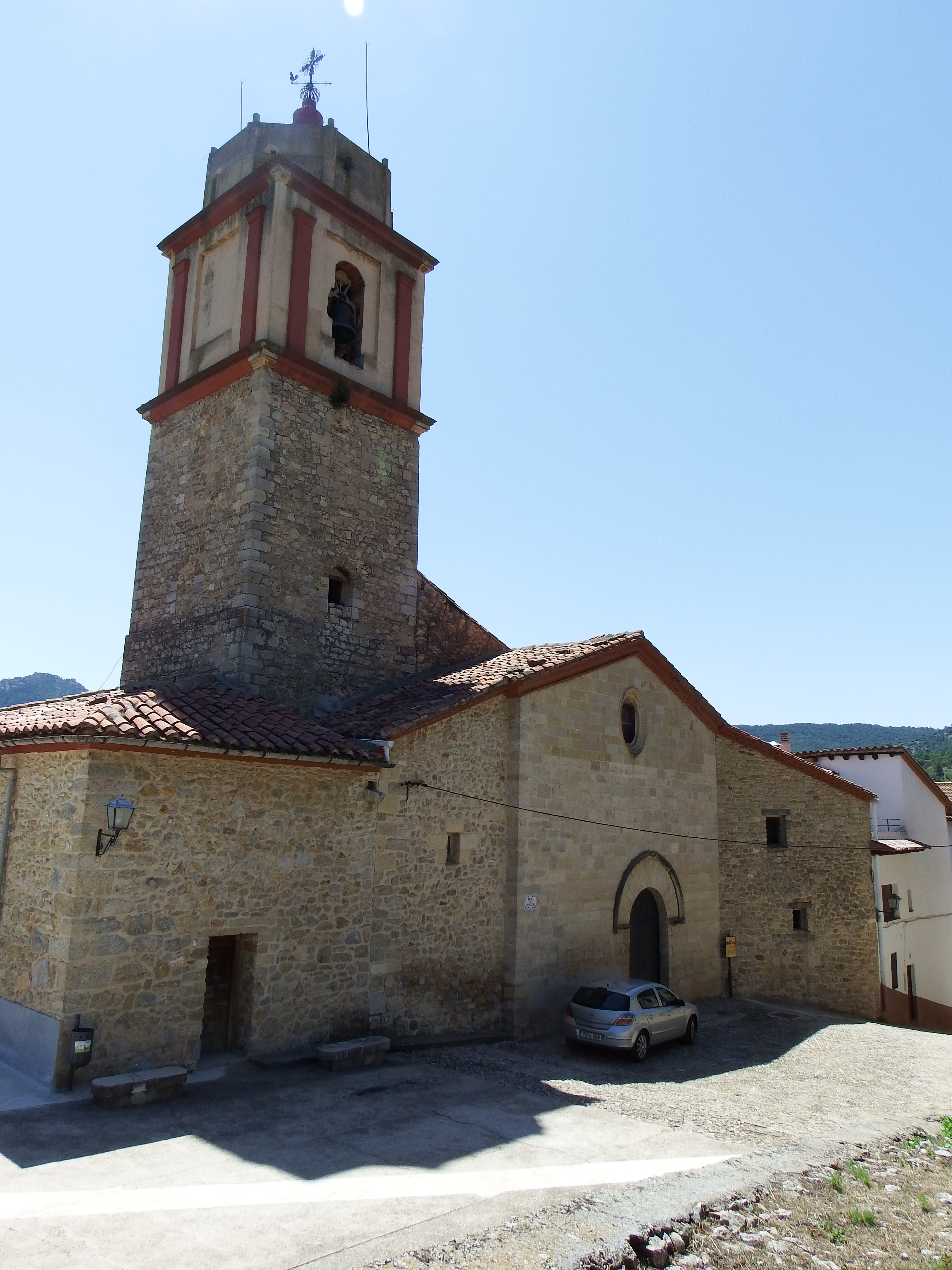
Bartholomäuskirche
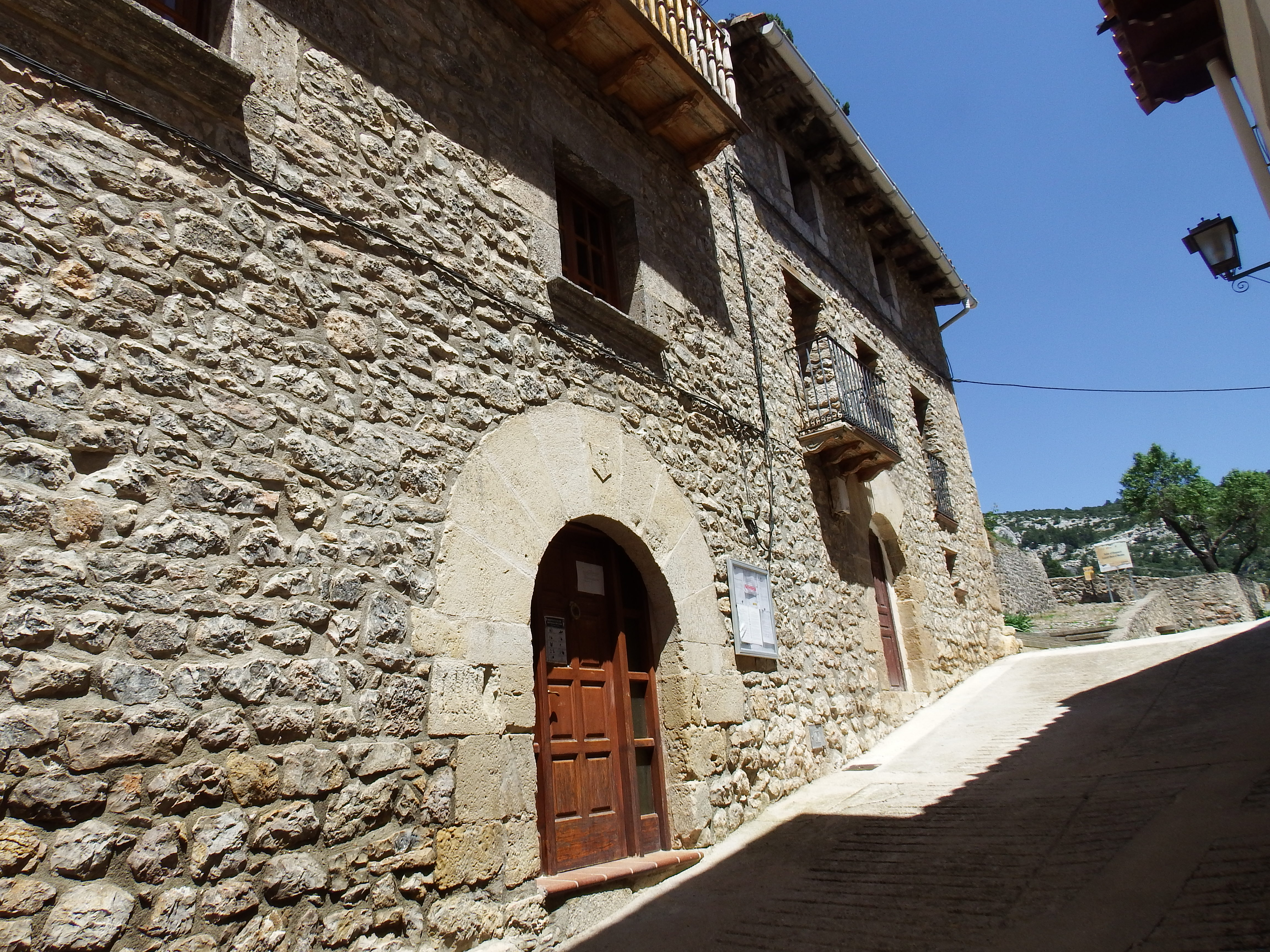
Rathaus